# Waikejiao
La isla Waikejiao (en chino tradicional, 外磕腳; en chino simplificado, 外磕脚; pinyin, Wàikējiǎo) es una pequeña isla de arena situada en el mar de China Oriental, al lado de la provincia de Jiangsu. Macaiheng se encuentra muy cerca.
Waikejiao es uno de los puntos de base del mar territorial de la República Popular de China.